# Онопрієнко Іван Олексійович

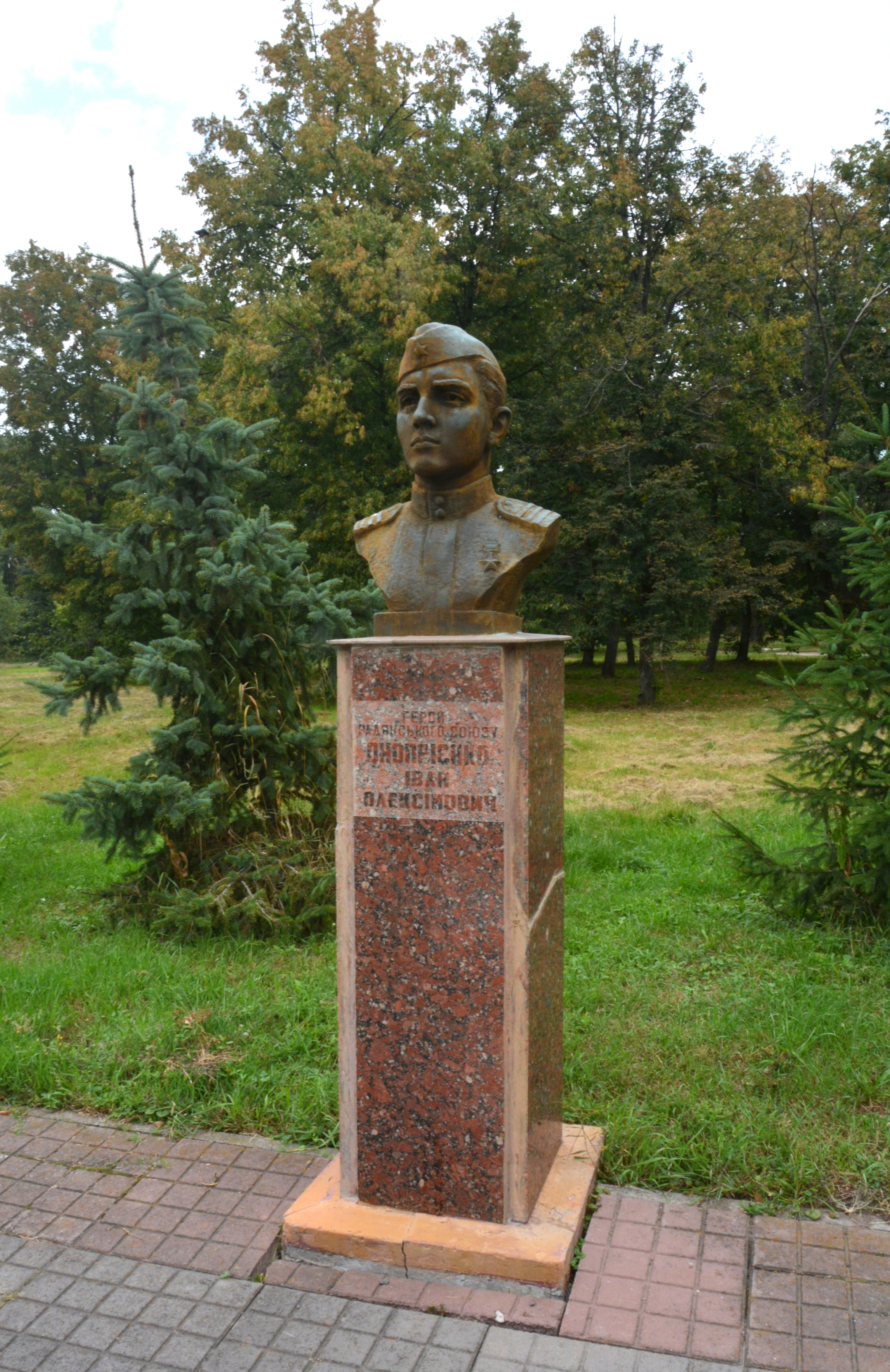
Погруддя Івану Онопрієнку у місті Миргород

Іва́н Олексі́йович Онопріє́нко (*20 жовтня 1920, Шахворостівка — † 1 грудня 1943, Черкаси) — Герой Радянського Союзу, в роки радянсько-німецької війни навідник гармати 130-го окремого винищувального протитанкового артилерійського дивізіону 254-ї стрілецької дивізії 52-ї армії 2-го Українського фронту, старший сержант.

## Біографія
Народився 20 жовтня 1920 року в селі Шахворостівка (нині Миргородського району Полтавської області) в сім'ї селянина. У 1938 році закінчив неповну середню школу та працював помічником машиніста паровоза. У 1940 році був призваний до лав Червоної Армії. У 1943 році вступив до лав Комуністичної партії Радянського Союзу.
У боях радянсько-німецької війни з 1941 року. Воював на Калінінському, Воронезькому і 2-му Українському фронтах. Брав участь у боях за село Хрещатик, відбивав атаки ворога в районі села Свидівок, утримував плацдарм на правому березі Дніпра.
Восени 1943 року 130-й окремий винищувальний протитанковий артилерійський дивізіон успішно форсував Дніпро й наблизився до Черкас. У складі наступаючих військ одним з перших був і Онопрієнко. В боях за Черкаси 18 листопада разом з обслугою гармати знищив чотири ворожих танки. 22 листопада на вогневу позицію, де була розміщена артилерійська гармата старшого сержанта Онопрієнка, вирушило 17 фашистських танків. Підпустивши їх на відстань 400 метрів, Іван Олексійович першим же снарядом підбив один із них, за 250 метрів — другий, потім — третій. А четвертий — вже на відстані близько 60 метрів. Але ворожих танків було занадто багато. Коли прямим влученням снаряду було виведено з ладу його гармату, Онопрієнко зустрів гітлерівців гранатами. Поліг смертю 1 грудня в районі Черкаського цукрорафінадного заводу. Був похований в братській могилі на розі вулиць Смілянської та Шевченка, 1967 року останки були перенесені на Пагорб Слави, де йому було встановлено меморіальну плиту.

## Нагороди, пам'ять

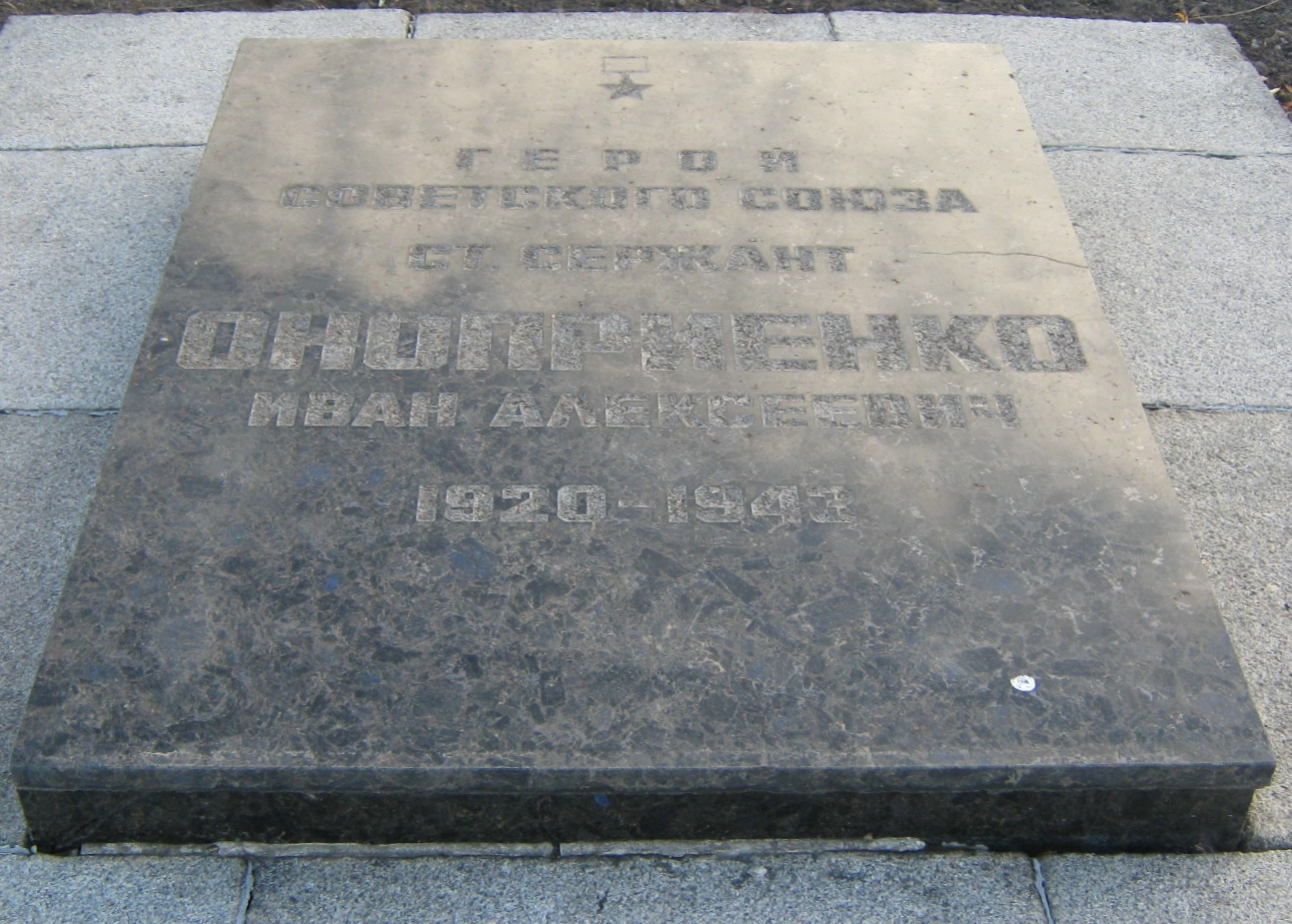
Плита на Пагорбі Слави

Указом Президії Верховної Ради СРСР від 22 лютого 1944 року Івану Олексійовичу посмертно присвоєно звання Героя Радянського Союзу.
Нагороджений орденом Леніна, орденом Слави 3-го ступеня.

## Вшанування пам'яті
У місті Миргород є вулиця Онопрієнка та встановлено погруддя в сквері Слави біля Вічного вогню.
У місті Черкаси є вулиця Онопрієнка.